# Baroque Sketches
Baroque Sketches è un album di Art Farmer e della The Baroque Orchestra, pubblicato dalla Columbia Records nel 1966 (alcune fonti riportano il 1967 come data di pubblicazione del disco, mentre nel catalogo ufficiale delle pubblicazioni e valutazioni (in vinile) la data è il 1966 come riportato anche da altre fonti).Il disco fu registrato a New York (Stati Uniti) nelle date indicate nella lista tracce.

## Tracce
Lato A
1. Fuja XI – 3:30 (Johann Sebastian Bach) – Registrato il 13 settembre 1966
2. Aria – 3:54 (Johann Sebastian Bach) – Registrato il 13 settembre 1966
3. Little David's Fugue – 2:05 (John Lewis) – Registrato il 13 settembre 1966
4. Prelude in E Minor – 2:56 (Frédéric Chopin) – Registrato il 13 settembre 1966
5. Sinfonia – 2:26 (Johann Sebastian Bach) – Registrato il 13 settembre 1966
6. Zortzico – 2:16 (Isaac Albeniz) – Registrato il 15 settembre 1966

Lato B
1. Alfie's Theme – 2:01 (Sonny Rollins) – Registrato il 15 settembre 1966
2. Jesu – 3:33 (Johann Sebastian Bach) – Registrato il 15 settembre 1966
3. Etude – 3:24 (Frédéric Chopin) – Registrato il 15 settembre 1966
4. Prelude in A Minor – 2:51 (Frédéric Chopin) – Registrato il 15 settembre 1966
5. Rhythm of Life (from Sweet Charity) – 2:37 (Jimmy Heath) – Registrato il 15 settembre 1966

## Musicisti
- Art Farmer - flicorno
- sconosciuto - tromba
- sconosciuto - trombone
- sconosciuto - corno francese
- Don Butterfield - tuba
- Ted Gompers - reeds
- Romeo Penque - reeds
- sconosciuto - arpa
- George Duvivier - contrabbasso
- Phil Kraus - percussioni
- Don Lamond - percussioni
- Benny Golson - arrangiamenti